# Região Geográfica Intermediária de Caxias do Sul
A Região Geográfica Intermediária de Caxias do Sul é um dos oito regiões intermediárias do estado brasileiro do Rio Grande do Sul e uma das 134 regiões intermediárias do Brasil, criadas pelo Instituto Brasileiro de Geografia e Estatística (IBGE) em 2017. É composta por 54 municípios, distribuídos em quatro regiões geográficas imediatas.
Sua população total estimada pelo Instituto Brasileiro de Geografia e Estatística (IBGE) para 28 de agosto de 2019 é de 1 269 897 de habitantes, distribuídos em uma área total de 24 197,329 km².
Caxias do Sul é o município mais populoso da região intermediária, com 510 906 hab,seguida de Bento Gonçalves 120 454 hab,Farroupilha 72 331 hab,Vacaria 66 218 hab e Canela 44 998 hab,de acordo com estimativas de 2019 do Instituto Brasileiro de Geografia e Estatística (IBGE).

## Regiões geográficas imediatas
| Região geográfica imediata                       | Municípios | População Estimativa 2019 | Área (km²) |
| ------------------------------------------------ | --- | ------------------------- | ---------- |
| Região Geográfica Imediata de Caxias do Sul      | Alto Feliz Antônio Prado Cambará do Sul Campestre da Serra Canela Caxias do Sul Farroupilha Feliz Flores da Cunha Gramado Ipê Nova Pádua Nova Petrópolis Nova Roma do Sul Picada Café São Francisco de Paula São Marcos Vale Real | 823 812                   | 9 845,914  |
| Região Geográfica Imediata de Bento Gonçalves    | Barão Bento Gonçalves Boa Vista do Sul Carlos Barbosa Coronel Pilar Cotiporã Fagundes Varela Garibaldi Monte Belo do Sul Pinto Bandeira Santa Tereza São Valentim do Sul Veranópolis Vila Flores                                  | 241 671                   | 2 146,325  |
| Região Geográfica Imediata de Nova Prata-Guaporé | André da Rocha Dois Lajeados Guabiju Guaporé Montauri Nova Araçá Nova Bassano Nova Prata Paraí Protásio Alves São Jorge Serafina Corrêa União da Serra Vista Alegre do Prata                                                      | 107 993                   | 2 360,849  |
| Região Geográfica Imediata de Vacaria            | Bom Jesus Esmeralda Jaquirana Monte Alegre dos Campos Muitos Capões Pinhal da Serra São José dos Ausentes Vacaria | 96 421                    | 9 844,241  |
| Total                                            | 54 | 1 269 897                 | 24 197,329 |